# 筆子・その愛 -天使のピアノ-
『筆子・その愛 -天使のピアノ-』（ふでこ そのあい てんしのピアノ）は、2007年公開の日本映画である。
日本映画では非常に珍しく、実際の知的障害児が大勢出演している。ただし前例が無いわけではなく、同様の作品として『太陽の詩』や『春男の翔んだ空』（ともに山田典吾監督）などが挙げられる。

## 概要
日本初の知的障害児施設「滝乃川学園」を創設し、障害児教育・福祉の先駆者と呼ばれた石井筆子の生涯を描いた作品。
大手映画配給網への配給が成されていない（詳細は「現代ぷろだくしょん」の項目を参照）ため、1日単位で借りることのできる演芸場やコンベンションホール（市民会館、公民館、地域集会場など）ないしはミニシアターを利用した地域巡回上映で公開されている作品であり、公開時期は地域によって異なる。撮影においては松竹より特別協力が成されているが、同社による配給も実現していない。巡回上映は現在も行われているため、そのスケジュールを公式サイトなどで確認することができる。そのため地域によっては未配給のため観賞不可能となっている場所もある。

## あらすじ
滝乃川学園の倉庫に眠る、天使のエンブレムが設えられた1台のピアノ。ピアノは語る。自らの主だった一人の女性の物語を。
肥後国で生まれ育った、その少女は隠れキリシタンの弾圧の中で同じ「人」が虐げられる現実に疑問を抱き心を痛める。後に少女は海外留学を経験し華族女学校の教師となる。さらに鹿鳴館にて才媛としてその名を馳せ、大村藩の家老職を代々務めてきた小鹿島家に嫁いだ。
しかし彼女を待ち受けていたのは、先天的知的障害を患って生まれてきた長女、生後10か月で夭折する次女、結核に倒れる三女という苦難だった。さらに夫である果もまた結核に倒れ帰らぬ人となり、彼女は小鹿島家を追われる。
失意の彼女は長女を養育する最中、娘を受け入れてくれる学校を探し、聖三一孤女学院へと辿り着く。学院の校長である石井亮一は娘を教え子に温かく迎え、彼女もその理念に深く心を動かされる。
彼女の名は渡辺筆子。後に亮一と共に、聖三一孤女学院を滝乃川学園へと改組し、日本障害児者教育の母、日本福祉の母として名を馳せる女性。後の石井筆子であった。

## 出演者
- 石井筆子：常盤貴子
- 石井亮一：市川笑也
- 渡辺清：加藤剛
- 藤間サト：渡辺梓
- 渋沢歌子：凜華せら
- 津田梅子：星奈優里
- 渋沢栄一：平泉成
- 小鹿島果：細見大輔
- リチャード：アーサー・ホーランド
- 鈴木：石濱朗
- 兼松：小倉一郎
- 津田塾大学の教授：堀内正美
- 藤間サトの付き人：絵沢萠子
- 大石孝夫：南原健朗
- 貴族：板倉光隆
- 看護係の保母・野口ちず：真柄佳奈子
- 保母・とよ：芽夢ちさと
- 光子：末広ゆい
- 沢田主任：鈴木健太
- 工藤真一：田中喜清
- 太田徳代：関谷愛里紗
- 石井幸子：黒沢ともよ
- 石井雄一：石本興司
- 幸子：小山侑紀
- 井上婦人：須貝真己子
- 溝口旭：鈴木駿介
- 女学生・早希：美藤クミ
- 筆子の母・ゲン：磯村みどり
- 警官・豊熊：山崎之也
- 農婦：山本昌代
- 相生千恵子
- 有薗芳紀
- 山田隆夫
- 頭師佳孝
- 高村尚枝
- 谷田歩
- 鳩笛真希
- 大島明美
- 田島寧子
- 和泉ちぬ
- 石井めぐみ
- 本間健太郎
- 石井あす香
- 小林美由紀
- 星和利
- 草薙仁
- 木村優斗
- ナレーション：市原悦子

## スタッフ
- 監督：山田火砂子
- 脚本：高田宏治
- 美術監督：木村威夫
- プロデューサー：井上真紀子、国枝秀美
- 音楽：渡辺俊幸
- 撮影：伊藤嘉宏
- 録音：沼田和夫
- 照明：渡辺雄二
- 編集：岩谷和行
- 題字：小倉一郎

## エピソード
山田火砂子監督自身もヒロインの筆子同様、知的障害の娘がいる。
前述した『太陽の詩』を撮影した山田典吾監督は火砂子監督の夫であり、双方ともに現代ぷろだくしょん作品である（火砂子は『太陽の詩』には製作協力者として関わっている）。
前作『石井のおとうさんありがとう』の主人公・石井十次の名が筆子の読む新聞記事に登場するという、さりげないリンクがある。